# Clytus raddensis
Clytus raddensis är en skalbaggsart som beskrevs av Maurice Pic 1904. Clytus raddensis ingår i släktet Clytus och familjen långhorningar. Inga underarter finns listade i Catalogue of Life.